# Arna (Siria)
Arnah (en árabe: عرنة, también transcrito como Erneh o Arna) es un pueblo sirio en el distrito de Qatana, en la campiña damascena (Rif Dimashq). Según la Siria Agencia Central de Estadísticas (CBS), en 2004 Arnah tenía 3.146 habitantes según el censo. Sus habitantes son predominantemente drusos. También existe una comunidad ortodoxa griega y una iglesia a San Jorge.

## Geografía
Arna es el pueblo más oriental de la campiña, el último antes de llegar a la frontera con el Líbano (a 5km). Se encuentra a los pies del histórico Monte Hermón (o Jabal Al Sheij), que con casi 2900 m s. n. m. es la montaña más alta del país y está cubierto de nieve gran parte del año. Por ello, la tierra de Arnah es fértil y bien irrigada. 
En este pueblo, a las faldas del monte Hermón nace el río Al-A'waj.